# Liste des centrales électriques au Liberia
Cette page répertorie  les centrales électriques au Liberia . 

## Contexte
Selon le World Fact book (CIA), en 2016, la consommation d'électricité est d'environ 39 millions de kWh.
D'après une enquête auprès des ménages réalisée en 2014, 81,3 % n'ont pas accès à l'électricité et seuls 4,5 % des Libériens utilisent l'électricité de la Liberia Electricity Corporation (LEC). 4,9 % utilisent un générateur communautaire, 4,4 % ont leur propre générateur, 3,9 % utilisent des batteries de véhicules et 0,8 % utilisent d'autres sources d'électricité. La LEC représente une production d'environ 70 millions de kWh. 
En 2016, 9,1% de la population a accès à l'électricité, 16,8% de la population urbaine et 1,7% de la population rurale.

## Liste de centrales par type d'énergie

### Hydro-électrique
| Station hydroélectrique             | Type      | Capacité | Année complétée           | Nom du réservoir  | rivière            |
| ----------------------------------- | --------- | -------- | ------------------------- | ----------------- | ------------------ |
| Centrale électrique de Mount Coffee | Réservoir | 88 MW    | 1966 (réhabilité en 2016) | Réservoir St Paul | Rivière Saint-Paul |
| Centrale électrique de Firestone    |           | 4,8 MW   | 1942                      |                   | Rivière Farmington |

### Thermique
| Centrale thermique             | Type de carburant | Capacité                     | Année complétée | Nom du propriétaire      | Remarques                                     |
| ------------------------------ | ----------------- | ---------------------------- | --------------- | ------------------------ | --------------------------------------------- |
| Centrale de LEC Bushrod Island | Fioul lourd       | 38 MW (1 x 18 MW, 2 x 10 MW) | 2016            | Liberia Electric Company | 6°21′45″N 10°47′19″W / 6.362385°N 10.788558°W |